# Allium circinatum
Allium circinatum là một loài thực vật có hoa trong họ Amaryllidaceae. Loài này được Sieber mô tả khoa học đầu tiên năm 1823.